# Schwedt
Schwedt (hay Schwedt/Oder) (phát âm: [ʃve:t]) là một thành phố thuộc bang Brandenburg, Đức. Đây là thành phố lớn nhất ở huyện Uckermark gần sông Oder trên biên giới với Ba Lan. 

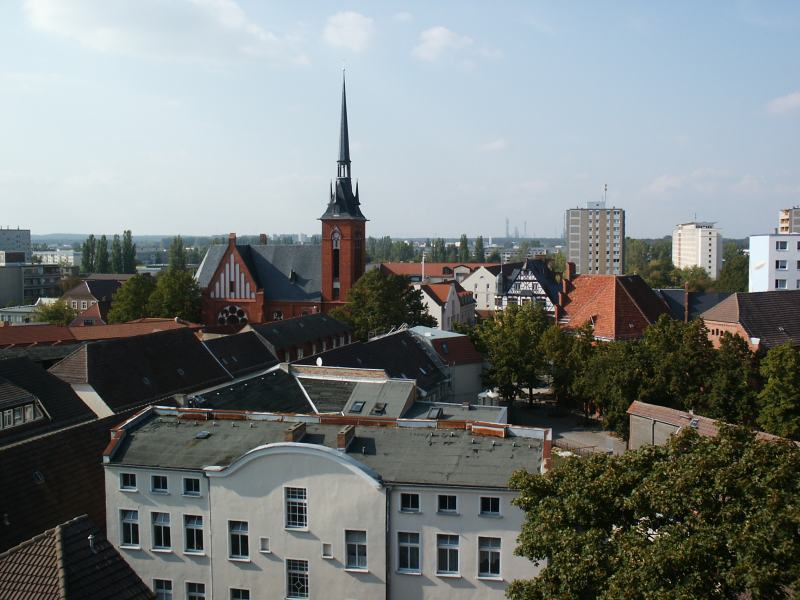
Old City.

## Dân số
| Năm             | Dân số |
| --------------- | ------ |
| 1830            | 5,297  |
| December 1 1875 | 9,592  |
| December 1 1880 | 9,899  |
| December 1 1890 | 9,801  |
| December 1 1910 | 9,482  |
| June 16 1933    | 9,176  |
| May 17 1939     | 10,636 |
| October 29 1946 | 5,961  |

| Năm              | Dân số |
| ---------------- | ------ |
| August 31 1950   | 6,506  |
| December 31 1964 | 19,108 |
| January 1 1971   | 34,292 |
| December 31 1981 | 52,291 |
| December 31 1990 | 49,443 |
| December 31 1995 | 45,931 |
| December 31 2000 | 40,634 |
| December 31 2004 | 37,940 |

## Thị trấn liền kề
- Vierraden (Đức)
- Gartz (Đức)
- Penkun (Đức)
- Szczecin (Ba Lan)
- Gryfino (Ba Lan)
- Cedynia (Ba Lan)
- Chojna (Ba Lan)
- Mieszkowice (Ba Lan)
- Moryń (Ba Lan)
- Trzcińsko-Zdrój (Ba Lan)
- Myślibórz (Ba Lan)
- Pyrzyce (Ba Lan)